# Фривер
Бесплатан софтвер (енгл. Freeware), познатији као фривер, рачунарски је програм који је доступан за бесплатну употребу, без икаквих трошкова, и представља заједничку класу апликација доступних за преузимање и употребу у оперативном систему.
Настао је од речи „free” — бесплатан и речи „ware” — скраћеница за софтвер.
Бесплатан софтвер се може користити за личне, некомерцијалне потребе. Термин бесплатан софтвер први је употребио Ендру Флугелман (1943—1985).

## Софтвер отвореног кода и шервер
Софтвера отвореног кода (енгл. Open source software) је софтвер чији је изворни код доступан, те га корисник може мењати.
Софтвери отвореног кода су:
Шервер (енгл. Shareware) је софтвер који је потребно платити након бесплатног пробног периода или за додатну функционалност.
Примери шервера су:
Неки комерцијални програми имају уз себе и своју бесплатну верзију у којој обично мањкају опције.
Пример: CCleaner и много антивирусних програма.
Разлика између софтвера отвореног кода, шервера и бесплатног софтвера:
- Бесплатан софтвер нема доступан изворни код, али је бесплатан (потпуно);
- Софтвер отвореног кода имају доступан изворни од те ка свако може мењати;
- Шервер је софтвер затвореног кода који је бесплатан, али ограничено време па се мора платити за наставак коришћења или за додатну функционалност.